# 潮見站

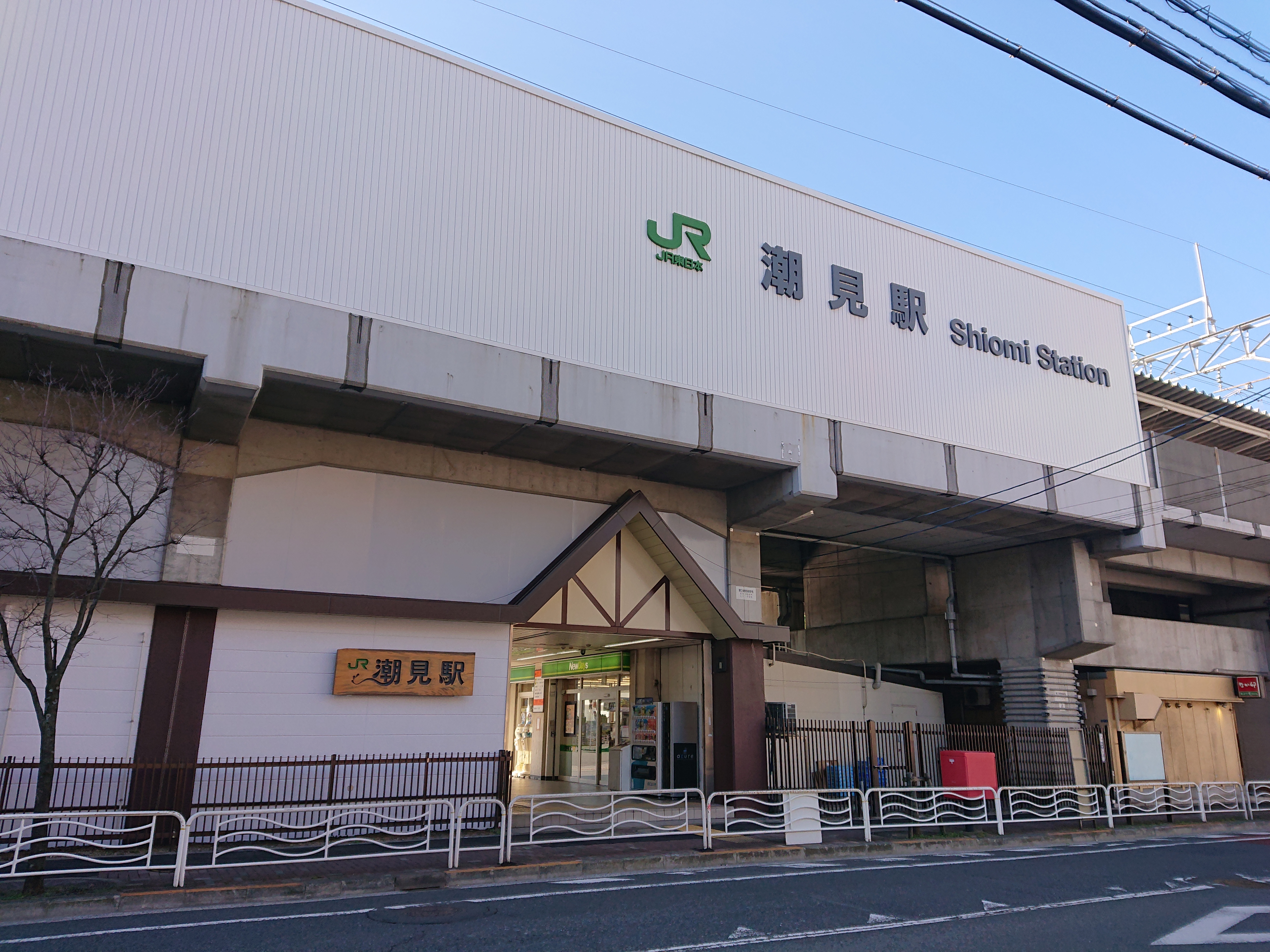
東口（2020年1月）

潮見站（日语：／ Shiomi eki */?）是位於日本東京都江東區潮見，屬於東日本旅客鐵道（JR東日本）京葉線的鐵路車站。車站編號是JE 04。途經西船橋站並直通武藏野線的列車也在本站停靠。

## 車站構造
本站為島式月台1面2線的高架車站，站內設有綠窗口，並且與新木場站為同一位站長。

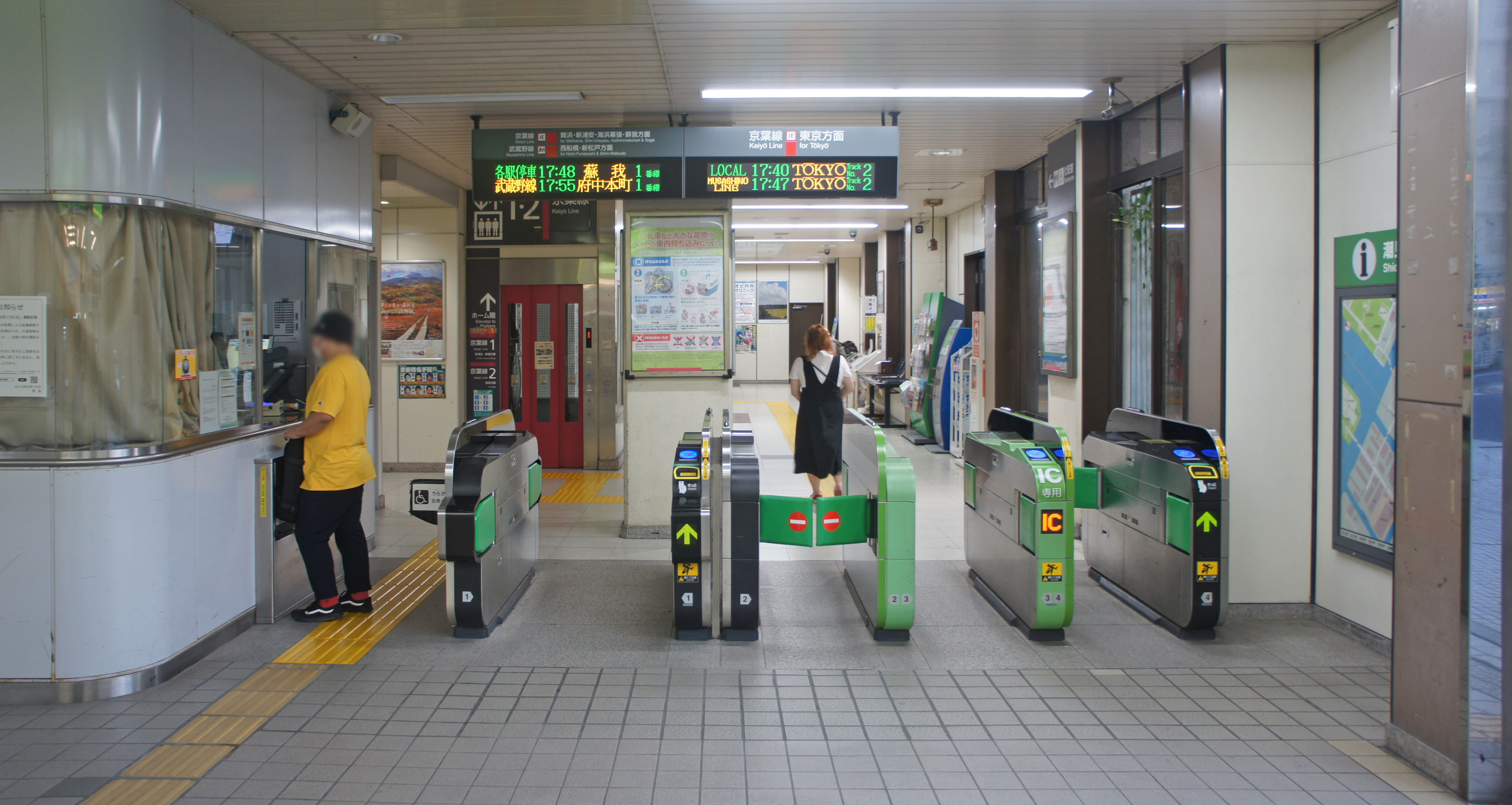
閘口（2019年9月）
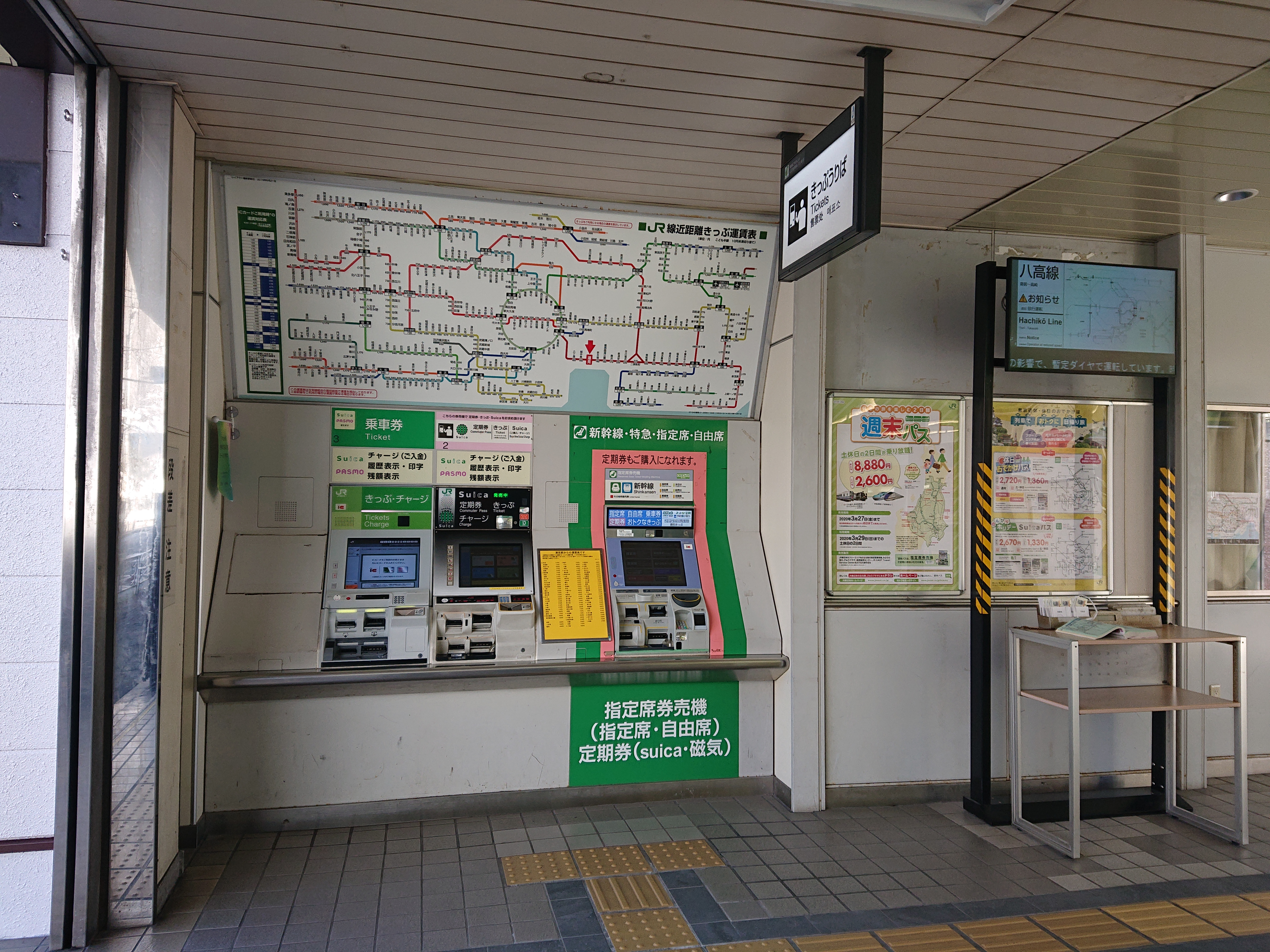
自動售票機（2020年1月）
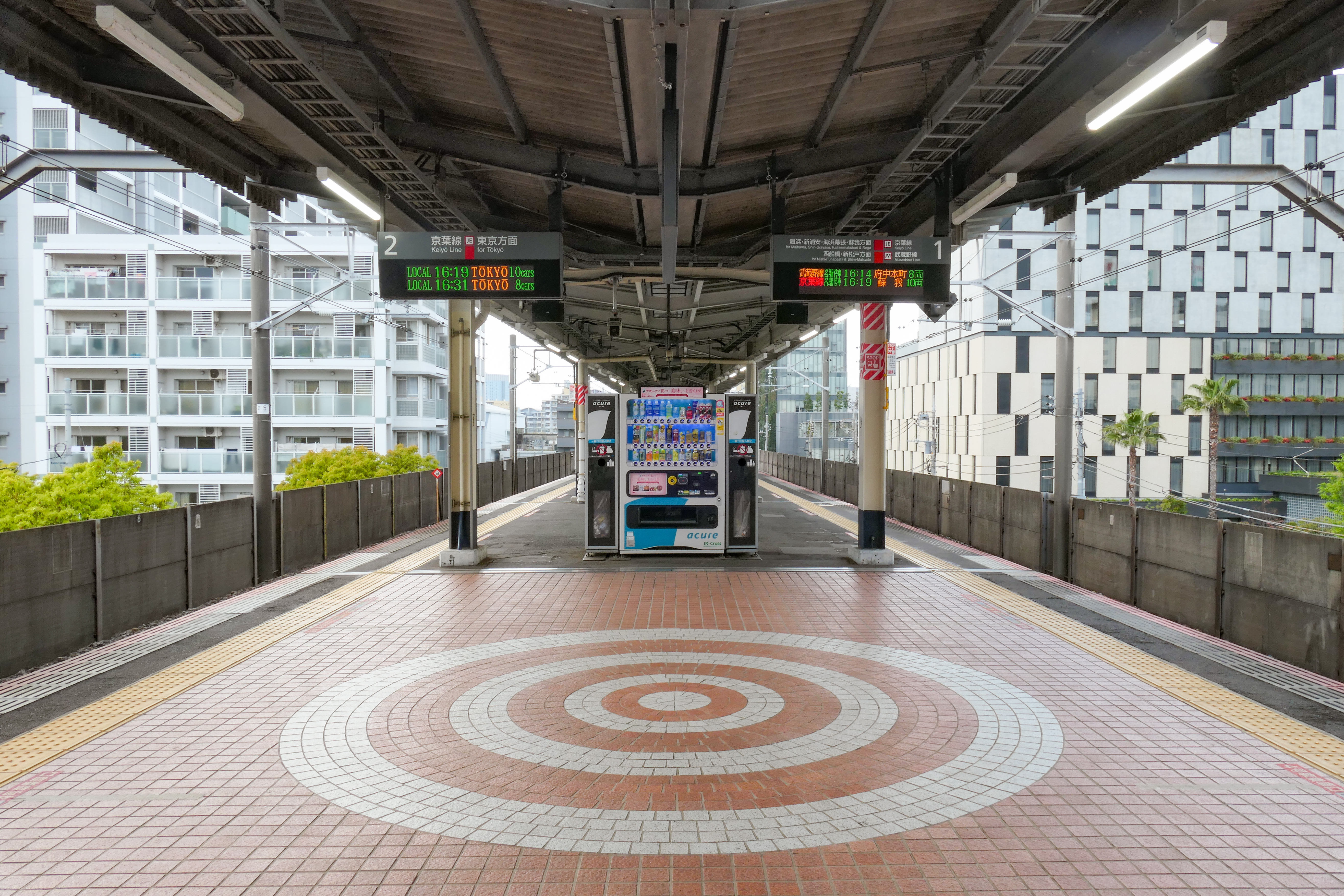
1號與2號月台（2023年4月）

### 月台配置
| 月台 | 路線     | 方向 | 目的地                           |
| ---- | -------- | ---- | -------------------------------- |
| 1    | 京葉線   | 下行 | 舞濱、新浦安、海濱幕張、蘇我方向 |
| 1    | 武藏野線 | -    | 西船橋、新松戶方向               |
| 2    | 京葉線   | 上行 | 東京方向                         |

（來源：JR東日本:車站構內圖 （页面存档备份，存于））

## 使用情況
2019年（令和元年）度的1日平均上車人次為13,798人。
東京都區內的JR車站之中次於越中島站、上中里站、尾久站、三河島站，使用人數排行末5。
近年的推移如下表。
| 年度               | 1日平均 上車人次 | 來源     |
| ------------------ | ---------------- | -------- |
| 1989年（平成元年） | 2,952            | [ * 1 ]  |
| 1990年（平成02年） | 3,341            | [ * 2 ]  |
| 1991年（平成03年） | 4,061            | [ * 3 ]  |
| 1992年（平成04年） | 4,482            | [ * 4 ]  |
| 1993年（平成05年） | 4,955            | [ * 5 ]  |
| 1994年（平成06年） | 5,298            | [ * 6 ]  |
| 1995年（平成07年） | 6,491            | [ * 7 ]  |
| 1996年（平成08年） | 6,668            | [ * 8 ]  |
| 1997年（平成09年） | 6,548            | [ * 9 ]  |
| 1998年（平成10年） | 6,408            | [ * 10 ] |
| 1999年（平成11年） | 6,642            | [ * 11 ] |
| 2000年（平成12年） | 7,803            | [ * 12 ] |
| 2001年（平成13年） | 8,479            | [ * 13 ] |
| 2002年（平成14年） | 9,658            | [ * 14 ] |
| 2003年（平成15年） | 9,950            | [ * 15 ] |
| 2004年（平成16年） | 10,047           | [ * 16 ] |
| 2005年（平成17年） | 10,193           | [ * 17 ] |
| 2006年（平成18年） | 10,591           | [ * 18 ] |
| 2007年（平成19年） | 10,645           | [ * 19 ] |
| 2008年（平成20年） | 10,108           | [ * 20 ] |
| 2009年（平成21年） | 10,234           | [ * 21 ] |
| 2010年（平成22年） | 9,950            | [ * 22 ] |
| 2011年（平成23年） | 9,895            | [ * 23 ] |
| 2012年（平成24年） | 10,575           | [ * 24 ] |
| 2013年（平成25年） | 11,359           | [ * 25 ] |
| 2014年（平成26年） | 12,110           | [ * 26 ] |
| 2015年（平成27年） | 13,095           | [ * 27 ] |
| 2016年（平成28年） | 13,212           | [ * 28 ] |
| 2017年（平成29年） | 13,265           | [ * 29 ] |
| 2018年（平成30年） | 13,565           | [ * 30 ] |
| 2019年（令和元年） | 13,798           |          |

## 歷史
- 1990年3月10日：車站開業。
- 2007年8月20日：增加發車音樂。
- 2014年4月1日：綠窗口結束營業。

## 相鄰車站
東日本旅客鐵道
 京葉線
■通勤快速、■快速
通過
■各站停車（包括直通武藏野線）
越中島（JE 03）－潮見（JE 04）－新木場（JE 05）

### 來源
1. ↑  . JR東日本. （原始内容存档于2001-05-06）.

### 使用情況
JR1日平均使用人數
1. ↑  各駅の乗車人員 （页面存档备份，存于） - JR東日本

JR東日本2000年度以後上車人次
1. ↑  各駅の乗車人員（2000年度） （页面存档备份，存于） - JR東日本
2. ↑  各駅の乗車人員（2001年度） （页面存档备份，存于） - JR東日本
3. ↑  各駅の乗車人員（2002年度） （页面存档备份，存于） - JR東日本
4. ↑  各駅の乗車人員（2003年度） （页面存档备份，存于） - JR東日本
5. ↑  各駅の乗車人員（2004年度） （页面存档备份，存于） - JR東日本
6. ↑  各駅の乗車人員（2005年度） （页面存档备份，存于） - JR東日本
7. ↑  各駅の乗車人員（2006年度） （页面存档备份，存于） - JR東日本
8. ↑  各駅の乗車人員（2007年度） （页面存档备份，存于） - JR東日本
9. ↑  各駅の乗車人員（2008年度） （页面存档备份，存于） - JR東日本
10. ↑  各駅の乗車人員（2009年度） （页面存档备份，存于） - JR東日本
11. ↑  各駅の乗車人員（2010年度） （页面存档备份，存于） - JR東日本
12. ↑  各駅の乗車人員（2011年度） （页面存档备份，存于） - JR東日本
13. ↑  各駅の乗車人員（2012年度） （页面存档备份，存于） - JR東日本
14. ↑  各駅の乗車人員（2013年度） （页面存档备份，存于） - JR東日本
15. ↑  各駅の乗車人員（2014年度） （页面存档备份，存于） - JR東日本
16. ↑  各駅の乗車人員（2015年度） （页面存档备份，存于） - JR東日本
17. ↑  各駅の乗車人員（2016年度） （页面存档备份，存于） - JR東日本
18. ↑  各駅の乗車人員（2017年度） （页面存档备份，存于） - JR東日本
19. ↑  各駅の乗車人員（2018年度） （页面存档备份，存于） - JR東日本
20. ↑  各駅の乗車人員（2019年度） （页面存档备份，存于） - JR東日本

JR統計資料
1. ↑  東京都統計年鑑 （页面存档备份，存于） - 東京都
2. ↑  江東区データブック （页面存档备份，存于） - 江東区

東京都統計年鑑
1. ↑  .   [2017-12-24]. （原始内容存档于2016-03-05）.
2. ↑  .   [2017-12-24]. （原始内容存档于2016-03-05）.
3. ↑  .   [2017-12-24]. （原始内容存档于2016-03-05）.
4. ↑  .   [2017-12-24]. （原始内容存档于2013-08-15）.
5. ↑  .   [2017-12-24]. （原始内容存档于2013-02-03）.
6. ↑  .   [2017-12-24]. （原始内容存档于2013-02-03）.
7. ↑  .   [2017-12-24]. （原始内容存档于2013-02-03）.
8. ↑  .   [2017-12-24]. （原始内容存档于2013-02-03）.
9. ↑  .   [2017-12-24]. （原始内容存档于2016-03-04）.
10. ↑  東京都統計年鑑（平成10年）PDF
11. ↑  東京都統計年鑑（平成11年）PDF
12. ↑  .   [2017-12-24]. （原始内容存档于2016-03-04）.
13. ↑  .   [2017-12-24]. （原始内容存档于2016-03-04）.
14. ↑  .   [2017-12-24]. （原始内容存档于2017-07-29）.
15. ↑  .   [2017-12-24]. （原始内容存档于2017-07-29）.
16. ↑  .   [2017-12-24]. （原始内容存档于2017-07-29）.
17. ↑  .   [2017-12-24]. （原始内容存档于2017-07-29）.
18. ↑  .   [2017-12-24]. （原始内容存档于2017-07-29）.
19. ↑  .   [2017-12-24]. （原始内容存档于2017-07-29）.
20. ↑  .   [2017-12-24]. （原始内容存档于2017-07-29）.
21. ↑  .   [2017-12-24]. （原始内容存档于2016-03-26）.
22. ↑  .   [2017-12-24]. （原始内容存档于2016-03-27）.
23. ↑  .   [2017-12-24]. （原始内容存档于2016-03-25）.
24. ↑  .   [2017-12-24]. （原始内容存档于2016-03-27）.
25. ↑  .   [2017-12-24]. （原始内容存档于2016-03-22）.
26. ↑  .   [2017-12-24]. （原始内容存档于2017-07-30）.
27. ↑  .   [2017-12-24]. （原始内容存档于2018-11-09）.
28. ↑  .   [2020-07-29]. （原始内容存档于2019-05-02）.
29. ↑  .   [2020-07-29]. （原始内容存档于2019-12-03）.
30. ↑  .   [2020-07-29]. （原始内容存档于2020-08-04）.

## 外部連結
- 車站資訊（潮見）：東日本旅客鐵道